# Bachum
Bachum is een plaats in de Duitse gemeente Arnsberg, deelstaat Noordrijn-Westfalen, en telt 952 inwoners (2007).

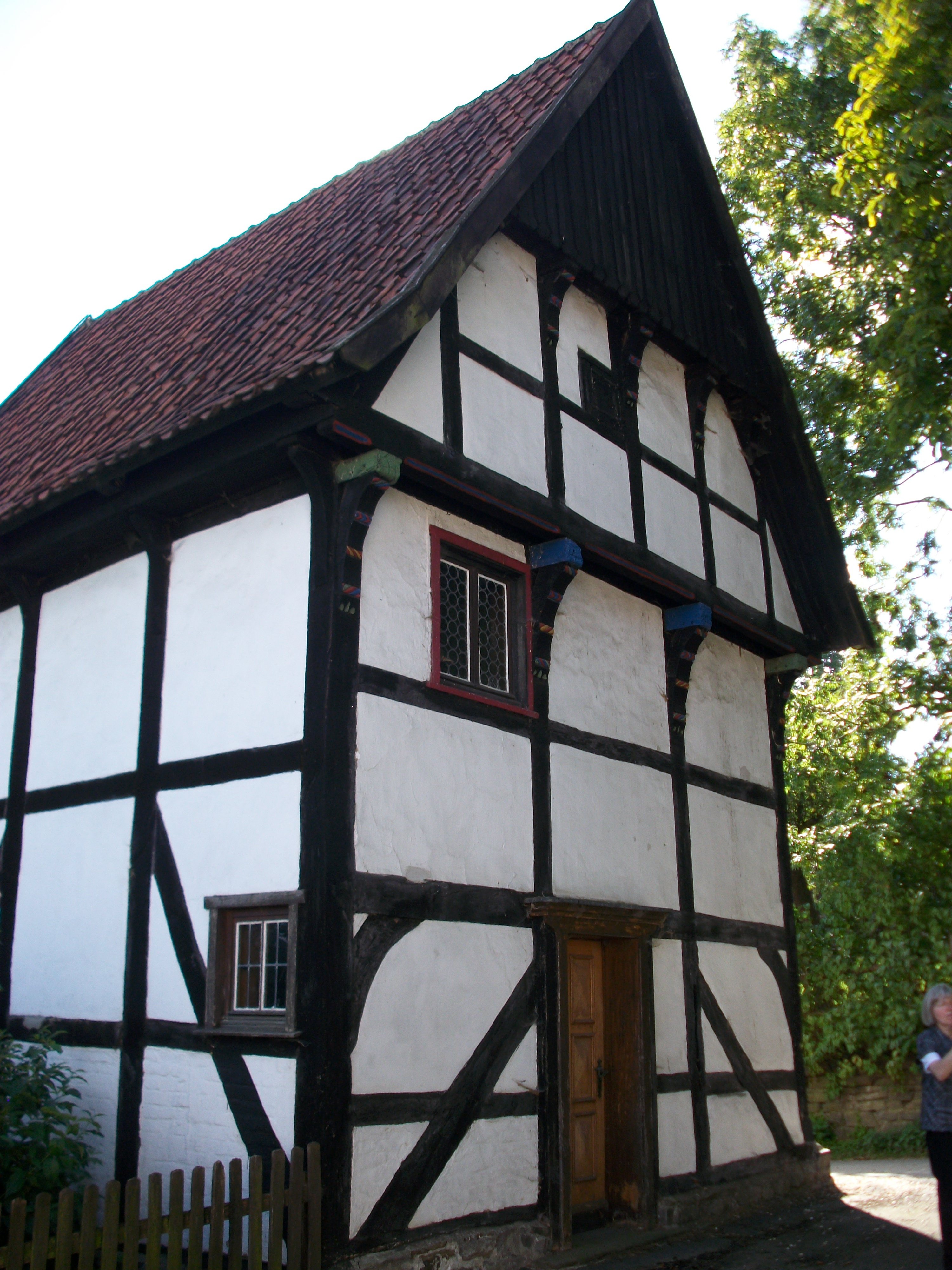
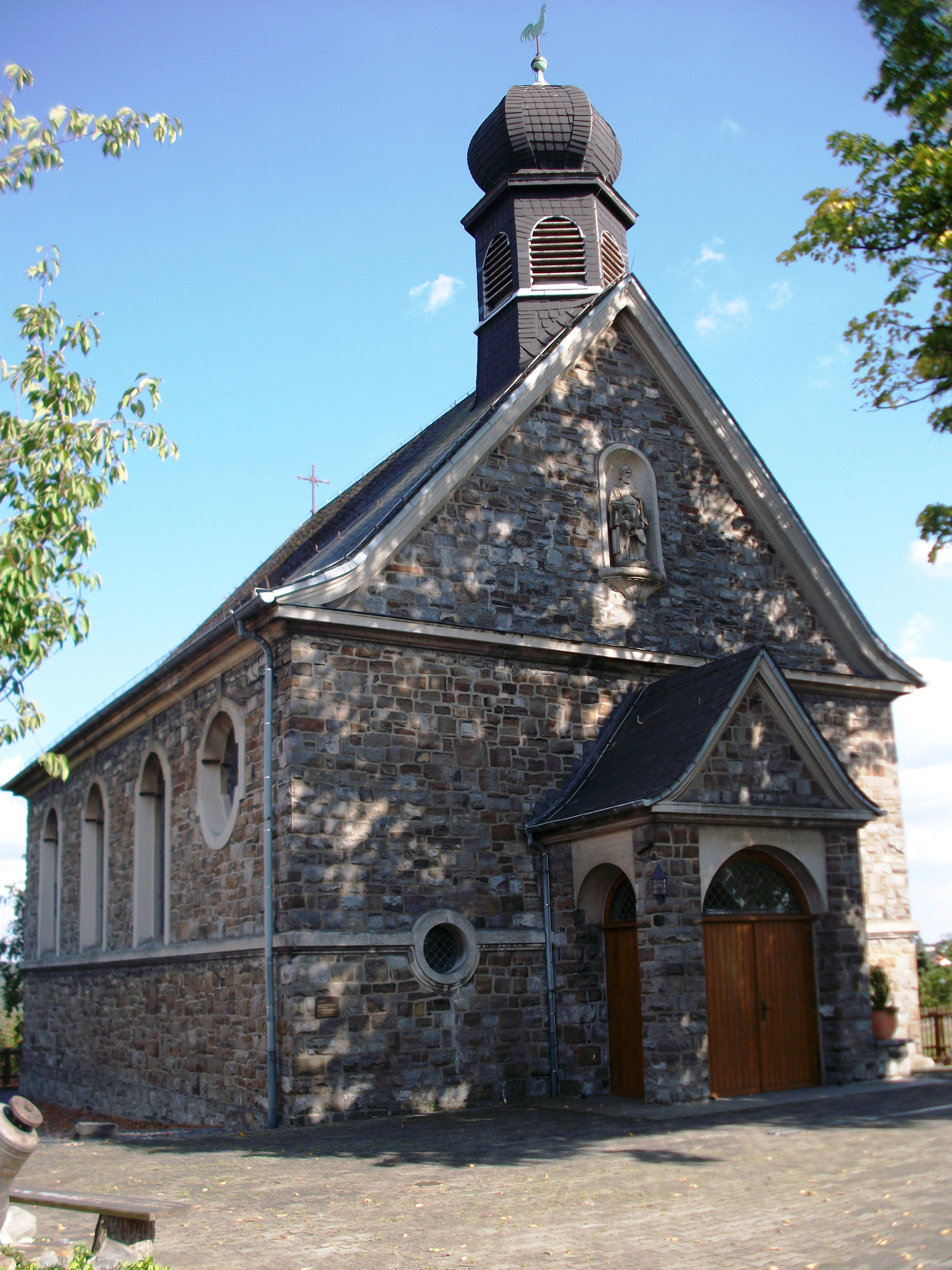